# 相本商店テレビ支店 小林でスミマセン
『相本商店テレビ支店 小林でスミマセン』（あいもとしょうてんテレビしてん こばやしでスミマセン）は、北日本放送（KNBテレビ）で火曜日 16:22 - 16:50に放送されていたローカル番組。

## 概要
『コンビニラジオ相本商店いらっしゃいませ〜』のテレビ版で、2006年11月7日から2007年3月20日までの約5か月間放送されていた。当時北日本放送アナウンサーの小林淳子が「支店長」を担当した。

## 店員
- 小林淳子（支店長）
- 藤沢裕一（店員）
- 藤沢さなえ（店員）
- 中島真紀子
- 丸山育子
- 桶谷綾友美

## 主なコーナー
- お達者けクイズ
- 勝ち抜きダジャレ王選手権
- テレフォンダービー
- 言葉のウンチク大辞典
- ほか